# Bernadette Sands McKevitt
Bernadette Sands McKevitt és una republicana irlandesa de Belfast (Irlanda del Nord). És la líder visible del Moviment per la Sobirania dels 32 Comtats, escissió radical del Sinn Féin.
És la germana petita del vaguista de fam de l'IRA Provisional Bobby Sands. El seu marit, Michael McKevitt, fou un dels caps del quarter general de l'IRA Provisional i més tard fundador de l'IRA Autèntic (RIRA), totalment contrari a L'Acord de Divendres Sant.